# Bernard Yarrow
Bernard Yarrow (ur. 13 sierpnia 1899 w Peterburgu, Imperium Rosyjskie, zm. 25 maja 1973 w Nowym Jorku) – prawnik, agent Biura Służb Strategicznych, starszy wiceprezydent Radia Wolna Europa w latach 1957-1973.

## Życiorys
Pochodził z rodziny żydowskiej. Student Uniwersytetu Jagiellońskiego oraz Uniwersytetu w Odessie. W 1922 emigrował do Stanów Zjednoczonych, gdzie w 1925 ukończył edukację na Uniwersytecie Columbia. Trzy lata później, na tymże uniwersytecie zdobył uprawnienia prawnicze. Do 1938 prowadził własną kancelarię prawniczą w Nowym Jorku, a do 1942 był asystentem prokuratora okręgowego w administracji Gubernatora Nowego Jorku Thomasa E. Dewey.

### II wojna światowa
W listopadzie 1942 dołączył do Biura Służb Strategicznych i odpowiadał za łączność z rządami na uchodźstwie Europy wschodniej, szczególnie z Jugosławią. W maju 1944 został przeniesiony do Londynu, gdzie uczestniczył w rozmowach w sprawie restauracji monarchii Piotra II Karadziordziewicza w Jugosławii. Latem do Londynu dołączyła jego żona Sylvia tworząc jedyną zamorską komórkę Biura Służb Strategicznych prowadzoną przez małżeństwo. W marcu 1945 powrócił do Stanów Zjednoczonych, gdzie do końca swojej służby utrzymywał kontakty z premierem zagranicznego rządu Jugosławii Ivanem Šubasić.

### Po II wojnie światowej
Od sierpnia 1945 pracował dla kancelarii Sullivan and Cromwell, w której zajmował się głównie sprawami odzyskania mienia straconego bądź skonfiskowanego w trakcie II wojny światowej. W marcu 1952 dołączył do Radia Wolna Europa w funkcji dyrektora dywizji relacji z uchodźcami. W 1954 został wybrany wiceprezydentem Radia Wolna Europa, a w styczniu 1957 został starszym wiceprezydentem, którym był aż do przejścia na emeryturę w styczniu 1973.
Zmarł 25 maja 1973 w swoim domu. Jego archiwa znajdują się w Dwight D. Eisenhower Presidential Library, Museum and Boyhood Home.

## Życie prywatne
Po przybyciu do Stanów Zjednoczonych ożenił się z emigrantką Virą Burtakoff, z którą rozwiódł się w 1943. Mieli syna Petera. Ze swoją drugą żoną Sylvią Tim, miał troje dzieci Sandrę, Olivię i Timothy’ego.